# A Thousand Leaves
A Thousand Leaves (с англ. — «Тысяча листьев») — десятый студийный альбом группы Sonic Youth, вышедший в 1998 году.

## Об альбоме
Стилистически A Thousand Leaves близок к своему предшественнику, Washing Machine (1995), и вышедшим в промежутке между этими двумя альбомами авангардистским EP из серии SYR («SYR1: Anagrama», «SYR2: Slaapkamers Met Slagroom» и «SYR3: Invito Al Ĉielo») и состоит преимущественно из продолжительных, близких по структуре к краут-роковой музыке психоделических композиций с редкими шумовыми вставками. Название альбома было предложено Тёрстоном Муром и является отсылкой к «Листьям травы» Уолта Уитмена; в переводе же на французский словосочетание «тысяча листьев» (mille feuille) означает слоёное пирожное типа «Наполеон». Отсылки как к Франции, так и к американской поэзии встречаются на протяжении всего альбома; так, открывающий трек с пластинки, являющийся фрагментом записи продолжительного нойз-рокового джема, назван по-французски («Contre le sexisme» — «Против сексизма»), а седьмая песня, самая длинная в альбоме (11:05), посвящена памяти Аллена Гинзберга. От критиков «A Thousand Leaves» получил смешанные отзывы: так, Роберт Кристгау присудил ему высшую оценку А+, в то время как Entertainment Weekly оценил его всего на С+.

## Список композиций
| №                   | Название                                                         | Длительность |
| ------------------- | ---------------------------------------------------------------- | ------------ |
| 1.                  | «Contre le sexisme» (lyrics/vocals Gordon)                       | 3:55         |
| 2.                  | «Sunday» (lyrics/vocals Moore)                                   | 4:52         |
| 3.                  | «Female Mechanic Now on Duty» (lyrics/vocals Gordon)             | 7:43         |
| 4.                  | «Wildflower Soul» (lyrics/vocals Moore, background vocal Gordon) | 9:04         |
| 5.                  | «Hoarfrost» (lyrics/vocals Ranaldo)                              | 5:01         |
| 6.                  | «French Tickler» (lyrics/vocals Gordon)                          | 4:52         |
| 7.                  | «Hits of Sunshine (For Allen Ginsberg)» (lyrics/vocals Moore)    | 11:05        |
| 8.                  | «Karen Koltrane» (lyrics/vocals Ranaldo, background vocal Moore) | 9:20         |
| 9.                  | «The Ineffable Me» (lyrics Moore, vocals Gordon)                 | 5:21         |
| 10.                 | «Snare, Girl» (lyrics/vocals Moore)                              | 6:38         |
| 11.                 | «Heather Angel» (lyrics/vocals Gordon)                           | 6:09         |
| Общая длительность: | Общая длительность:                                              | 73:36        |

Песня «Sunday» была издана как единственный сингл альбома и впоследствии вошла в саундтреки к фильмам Bongwater и SubUrbia.

## Над альбомом работали
Sonic Youth
- Ли Ранальдо — гитара, вокал
- Ким Гордон — бас-гитара, гитара, вокал
- Тёрстон Мур — гитара, вокал
- Стив Шелли — ударные

Технический персонал
- Sonic Youth — продюсирование
- Greg Calbi — мастеринг
- Don Fleming — продюсирование
- Wharton Tiers — продюсирование
- Frank Olinsky
- Mark Borthwick — фотография
- Marnie Weber — арт

## Чарты

### Альбом
| Год  | Альбом            | Чарт                            | Позиция |
| ---- | ----------------- | ------------------------------- | ------- |
| 1998 | A Thousand Leaves | Official French Albums Chart    | 32      |
| 1998 | A Thousand Leaves | Official Norwegian Albums Chart | 37      |
| 1998 | A Thousand Leaves | Official UK Albums Chart        | 38      |
| 1998 | A Thousand Leaves | Official Sweden Albums Chart    | 43      |
| 1998 | A Thousand Leaves | Official German Albums Chart    | 84      |
| 1998 | A Thousand Leaves | Billboard Top 200               | 85      |

### Синглы
| Год  | Песня  | Чарт             | Позиция |
| ---- | ------ | ---------------- | ------- |
| 1998 | Sunday | UK Singles Chart | 72      |